# 7767 Tomatic
7767 Tomatic (1991 RB5) là một tiểu hành tinh vành đai chính được phát hiện ngày 13 tháng 9 năm 1991 bởi L. D. Schmadel và F. Borngen ở Tautenburg.